# Karate ai XVII Giochi panamericani
Il karate ai XVII Giochi panamericani si è svolto al Hershey Centre di Mississauga, in Canada, dal 23 al 25 luglio 2015. Tutte le competizioni, 10 gli eventi in totale, si sono svolte secondo la disciplina kumite.

## Calendario
Tutti gli orari secondo il Central Time Zone (UTC-5).
| Data          | Inizio | Evento                              | Fase        |
| ------------- | ------ | ----------------------------------- | ----------- |
| Gio 23 luglio | 14:05  | 50 e 55kg Donne, 60kg uomini        | Preliminari |
| Gio 23 luglio | 20:05  | 50 e 55kg Donne, 60kg uomini        | Semifinali  |
| Gio 23 luglio | 21:05  | 50 e 55kg donne, 60kg uomini        | Finali      |
| Ven 24 luglio | 14:05  | 67 e 75kg uomini, 71kg donne        | Preliminari |
| Ven 24 luglio | 20:05  | 67 e 75kg uomini, 71kg donne        | Semifinali  |
| Ven 24 luglio | 21:05  | 67 e 75kg uomini, 71kg donne        | Finali      |
| Sab 25 luglio | 14:05  | 68 e +68kg donne, 84 e +84kg uomini | Preliminari |
| Sab 25 luglio | 20:05  | 68 e +68kg donne, 84 e +84kg uomini | Semifinali  |
| Sab 25 luglio | 20:45  | 68 e +68kg donne, 84 e +84kg uomini | Finali      |

## Risultati

### Uomini
| Evento  | Oro            | Argento            | Bronzo                                 |
| 60 kg   | Douglas Brose  | Jovanni Martínez   | Brandis Miyazaki Andrés Rendón         |
| 67 kg   | Julián Pinzas  | Deivis Ferreras    | Maikel Noriega Daniel Vargas           |
| 75kg    | Thomas Scott   | Alexander Nicastro | Franco Icasati Patrice Boily-Martineau |
| 84 kg)  | Miguel Amargos | Jorge Merino       | Andrés Loor César Herrera              |
| +84 kg) | Franklin Mina  | Anel Castillo      | Brian Irr Jander Tiril                 |

### Donne
| Evento | Oro                | Argento            | Bronzo                          |
| 50 kg  | Ana Villanueva     | Gabriela Bruna     | Jusleen Virk Aline Souza        |
| 55 kg  | Valéria Kumizaki   | Kate Campbell      | Alessandra Vindrola Jessy Reyes |
| 61kg   | Alexandra Grande   | Karina Díaz        | Merillela Arreola Daniela Lepín |
| 68 kg  | Natália Brozulatto | Xhunashi Caballero | Omaira Molina Priscilla Lazo    |
| +68 kg | Valeria Echever    | Camélie Boisvenue  | Isabela dos Santos Yeisy Piña   |

## Medagliere
| Posiz. | Nazione         | Oro | Argento | Bronzo | Totale |
| ------ | --------------- | --- | ------- | ------ | ------ |
| 1      | Brasile         | 3   | -       | 2      | 5      |
| 2      | Ecuador         | 2   | -       | 2      | 4      |
| 3      | Argentina       | 2   | -       | 1      | 3      |
| 4      | Rep. Dominicana | 1   | 3       | -      | 4      |
| 5      | Stati Uniti     | 1   | -       | 2      | 3      |
| 6      | Perù            | 1   | -       | 1      | 2      |
| 7      | Venezuela       | -   | 2       | 3      | 5      |
| 8      | Canada          | -   | 2       | 2      | 4      |
| 9      | Cile            | -   | 1       | 2      | 3      |
|        | Messico         | -   | 1       | 2      | 3      |
| 10     | El Salvador     | -   | 1       | -      | 1      |
| 11     | Cuba            | -   | -       | 2      | 2      |
| 12     | Colombia        | -   | -       | 1      | 1      |
| TOTALE | TOTALE          | 10  | 10      | 20     | 40     |